# Italo Petriccione
Italo Petriccione (Milano, 1958) è un direttore della fotografia italiano.

## Biografia
Esordisce come direttore della fotografia nel 1983 nel documentario Virus di Cecilia Pennacini e Susanna Francalanci. Ha collaborato dal 1989 in tutti i film diretti da Gabriele Salvatores. 

## Filmografia
- Virus, regia di Cecilia Pennacini e Susanna Francalanci - cortometraggio documentario (1983)
- Incidente di percorso, regia di Donatello Alunni Pierucci (1988)
- Imperfetto orario, regia di Kiko Stella, e Occasioni di shopping, regia di Bruno Bigoni, episodi del film Provvisorio quasi d'amore (1988)
- Marrakech Express, regia di Gabriele Salvatores (1989)
- Turné, regia di Gabriele Salvatores (1990)
- Mediterraneo, regia di Gabriele Salvatores (1991)
- Puerto Escondido, regia di Gabriele Salvatores (1992)
- Sud, regia di Gabriele Salvatores (1993)
- I buchi neri, regia di Pappi Corsicato (1995)
- Viva San Isidro!, regia di Alessandro Cappelletti (1995)
- Ovosodo, regia di Paolo Virzì (1997)
- Il viaggio della sposa, regia di Sergio Rubini (1997)
- Nirvana, regia di Gabriele Salvatores (1997)
- Naja, regia di Angelo Longoni (1997)
- L'amico del cuore, regia di Vincenzo Salemme (1998)
- Comizi d'amore 2000, regia di Bruno Bigoni - documentario (2000)
- Denti, regia di Gabriele Salvatores (2000)
- Tre mogli, regia di Marco Risi (2001)
- Ravanello pallido, regia di Gianni Costantino (2001)
- Come si fa un Martini, regia di Kiko Stella (2001)
- Amnèsia, regia di Gabriele Salvatores (2002)
- Scacco pazzo, regia di Alessandro Haber (2003)
- Il paradiso all'improvviso, regia di Leonardo Pieraccioni (2003)
- Io non ho paura, regia di Gabriele Salvatores (2003)
- Quo vadis, baby?, regia di Gabriele Salvatores (2005)
- La febbre, regia di Alessandro D'Alatri (2005)
- Provincia meccanica, regia di Stefano Mordini (2005)
- Ti amo in tutte le lingue del mondo, regia di Leonardo Pieraccioni (2005)
- Alla luce del sole, regia di Roberto Faenza (2005)
- Mi fido di te, regia di Massimo Venier (2007)
- Come Dio comanda, regia di Gabriele Salvatores (2008)
- Generazione 1000 euro, regia di Massimo Venier (2009)
- Stella, regia di Gabriele Salvatores - cortometraggio (2009)
- Happy Family, regia di Gabriele Salvatores (2010)
- Quando la notte, regia di Cristina Comencini (2011)
- Un solo sguardo, regia di Gabriele Salvatores - cortometraggio (2011)
- Il volto di un'altra, regia di Pappi Corsicato (2012)
- Educazione siberiana, regia di Gabriele Salvatores (2012)
- Il ragazzo invisibile, regia di Gabriele Salvatores (2014)
- Latin Lover, regia di Cristina Comencini (2015)
- Milano 2015, registi vari - documentario (2015)
- Qualcosa di nuovo, regia di Cristina Comencini (2016)
- Il ragazzo invisibile - Seconda generazione, regia di Gabriele Salvatores (2018)
- Tutto il mio folle amore, regia di Gabriele Salvatores (2019)
- Voglio vivere senza vedermi, regia di Bruno Bigoni e Francesca Lolli (2019)
- Il materiale emotivo, regia di Sergio Castellitto (2021)
- Comedians, regia di Gabriele Salvatores (2021)
- Il ritorno di Casanova, regia di Gabriele Salvatores (2023)
- Il treno dei bambini, regia di Cristina Comencini (2024)

## Premi e riconoscimenti
- Ciak d'oro
  - 2003 - Migliore fotografia per Io non ho paura[2]

- David di Donatello
  - 2004 -Migliore autore della fotografia per Io non ho paura
- Nastri D'argento
  - 2003 -  Migliore fotografia per Io non ho paura